# سیارک ۲۹۴۶۳
سیارک ۲۹۴۶۳ (به انگلیسی: 29463 Benjaminpeirce، نامگذاری:1997TB) بیست و نه هزار و چهارصد و شصت و سومین سیارک کشف شده‌است که در ۲ اکتبر ۱۹۹۷ کشف شد.